# Kostel svaté Máří Magdaleny (Božanov)
Kostel svaté Máří Magdaleny je římskokatolický kostel v Božanově. Je chráněn jako kulturní památka a od 1. července 2022 také jako národní kulturní památka. Je jedním z broumovské skupiny barokních kostelů.

## Historie
Původní kostel svatého Bartoloměje na tomto místě je připomínán v roce 1384. Do roku 1626 byl farním. Stavba kostela byla zahájena za opata Otmara Zinkeho v roce 1709, avšak dokončena byla až v druhé etapě za opata Benno Löbla v roce 1743.

### Program záchrany architektonického dědictví
V rámci Programu záchrany architektonického dědictví bylo v letech 1996–2000 na opravu kostela čerpáno 10 230 000 Kč.
| rok    | 1999 | 2000  | 2001  | 2002  | 2003  | 2004  | 2005  | 2006 | 2007 | 2008 |
| ------ | ---- | ----- | ----- | ----- | ----- | ----- | ----- | ---- | ---- | ---- |
| částka | 700  | 1 200 | 1 530 | 1 500 | 1 200 | 1 500 | 1 400 | 400  | 400  | 400  |

## Architektura
Kostel je připojen ke starší věži. Loď je čtvercová s okosenými rohy. Předsíň s kruchtou a kněžištěm jsou k lodi připojeny. V průčelí kostela je socha patronky. Je to jediný kostel z broumovské skupiny, který je zaklenutý cihlovou klenbou. Na hřbitov ke kostelu vede původní gotická brána z 15. století.

## Interiér
Hlavní oltář je pseudobarokní, boční jsou původní, barokní.

## Bohoslužby
Bohoslužby se konají poslední neděli v měsíce v 8.30. Kostel je přístupný veřejnosti, věřícím i turistům a zájemcům o barokní architekturu.

## Galerie

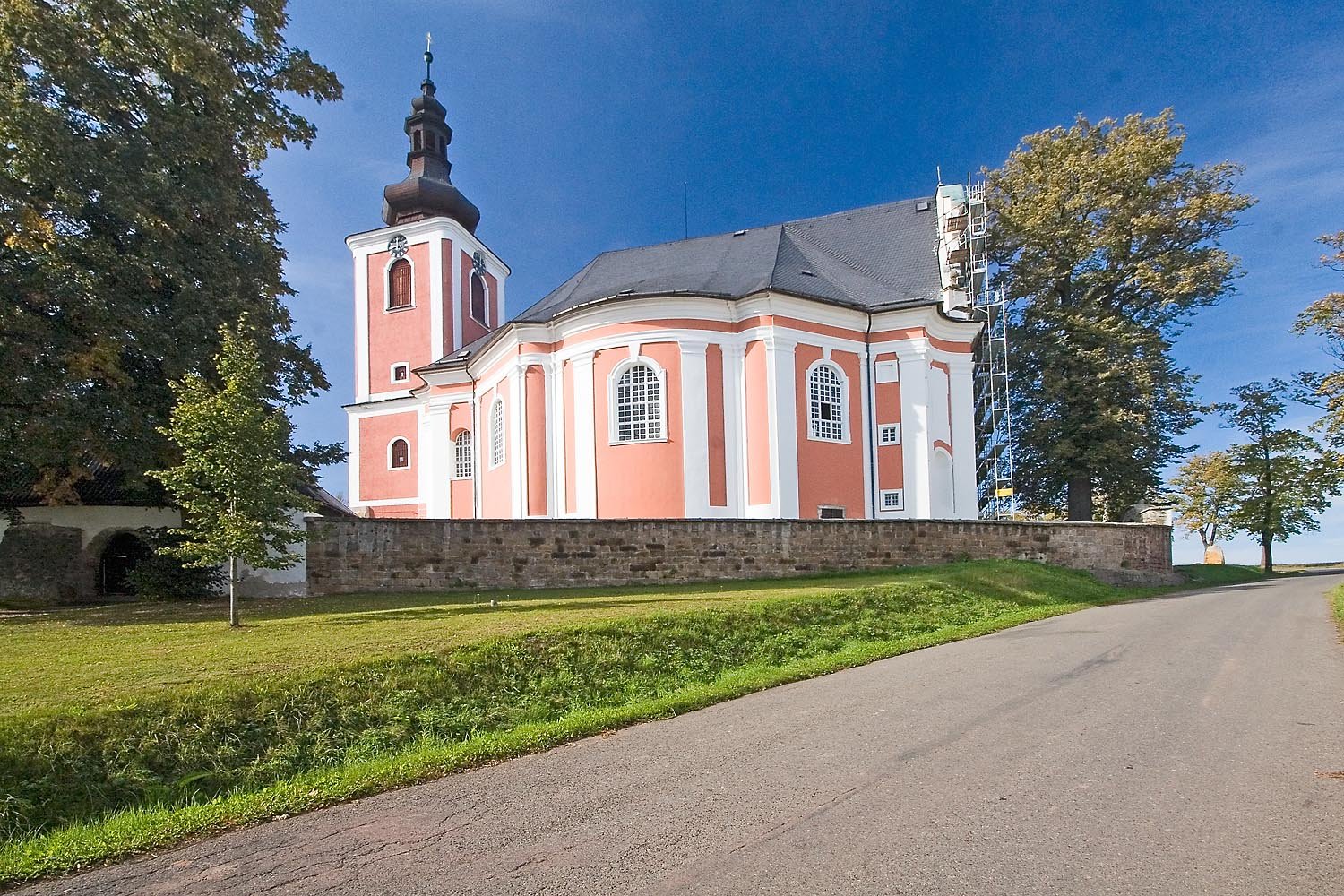
Kostel
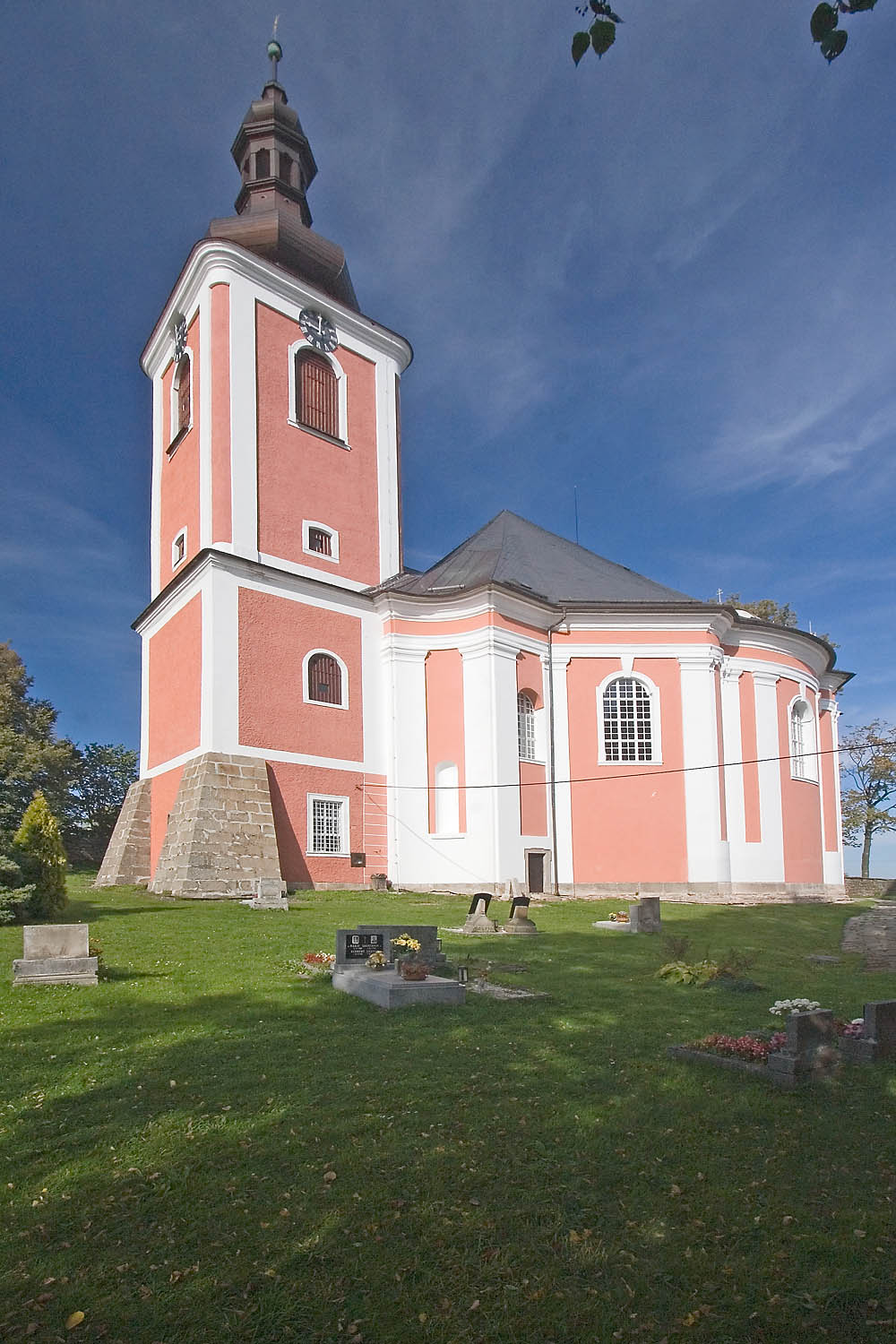
Kostel od hřbitova
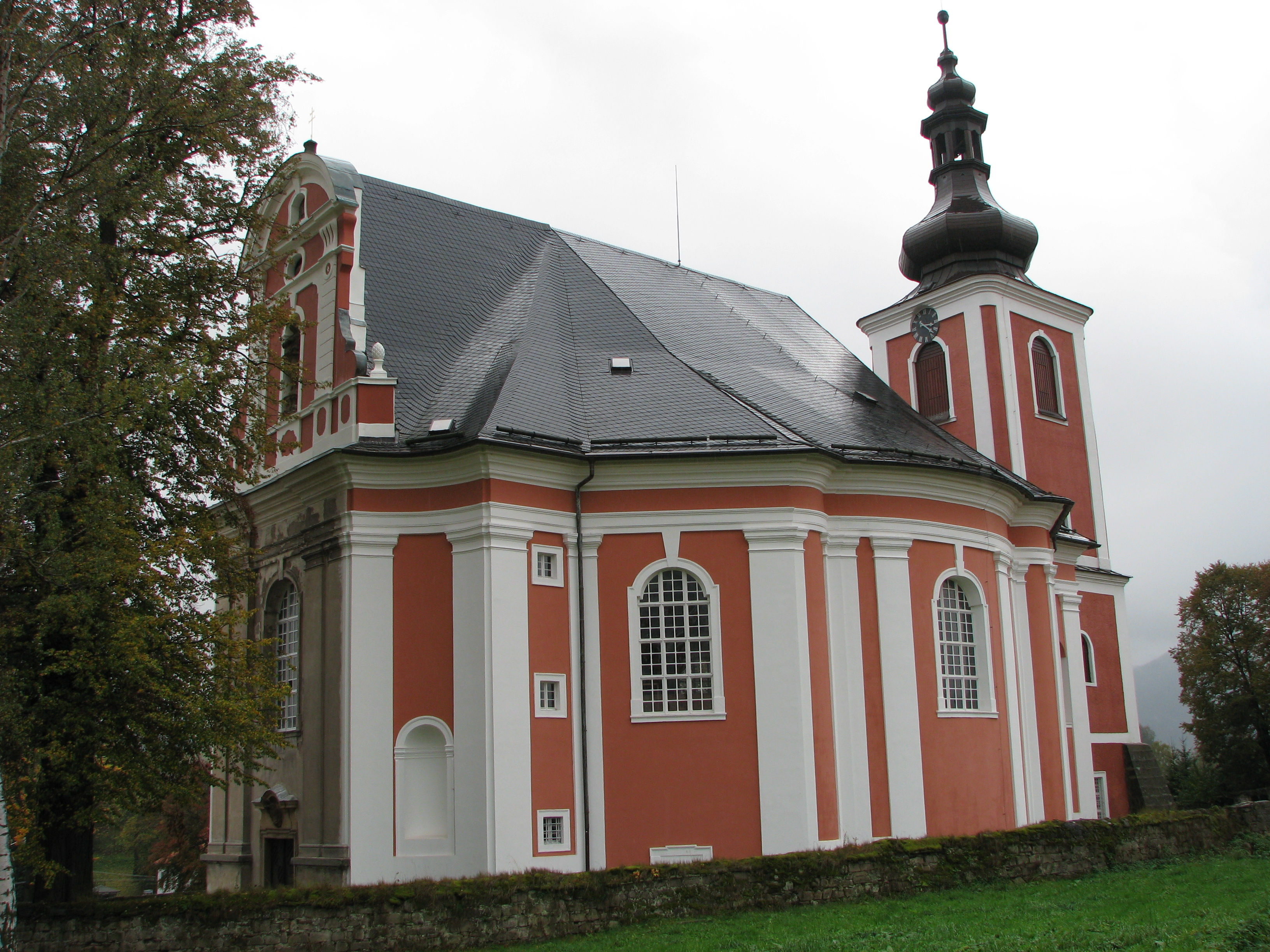
Kostel
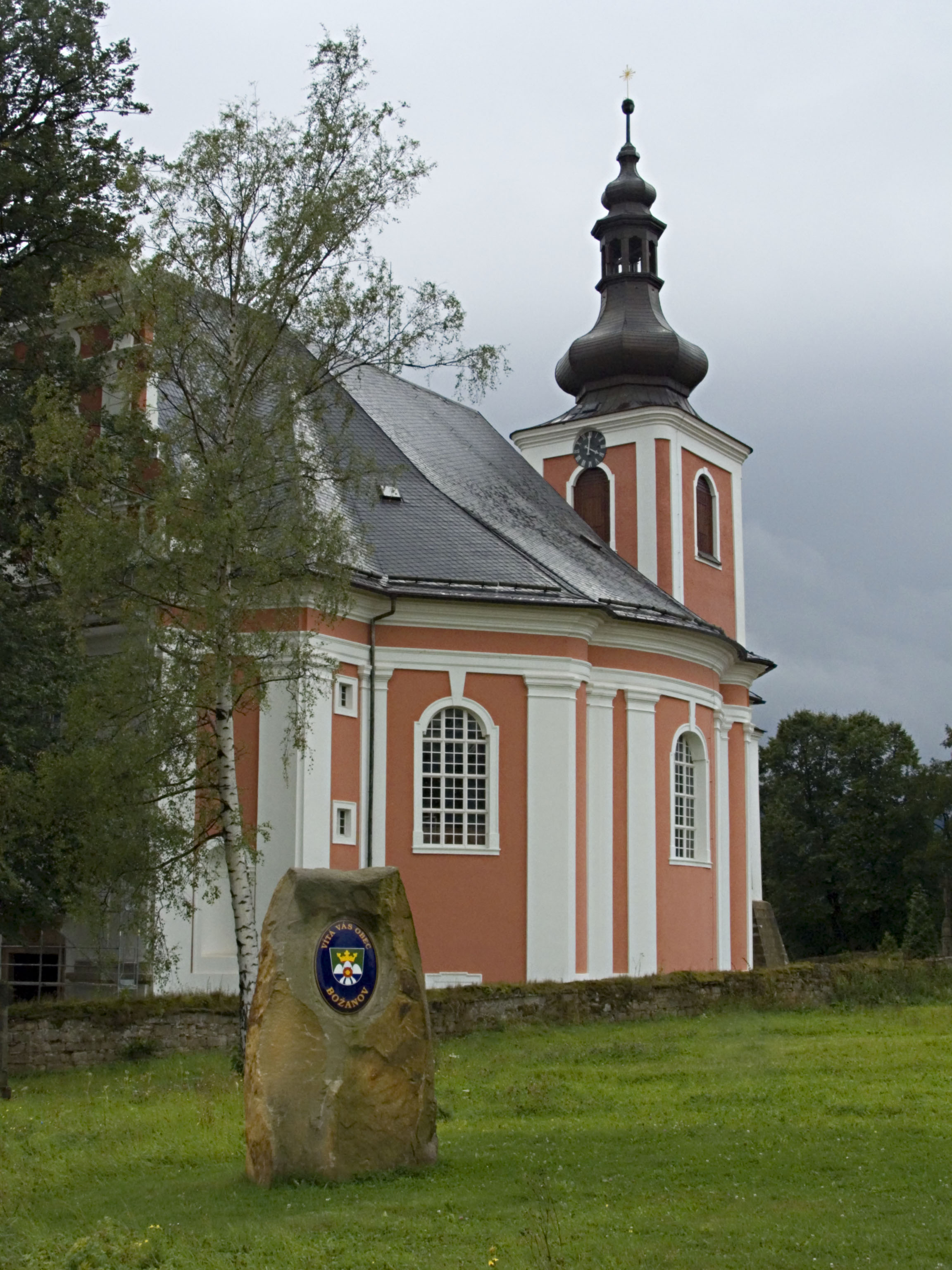
Věž
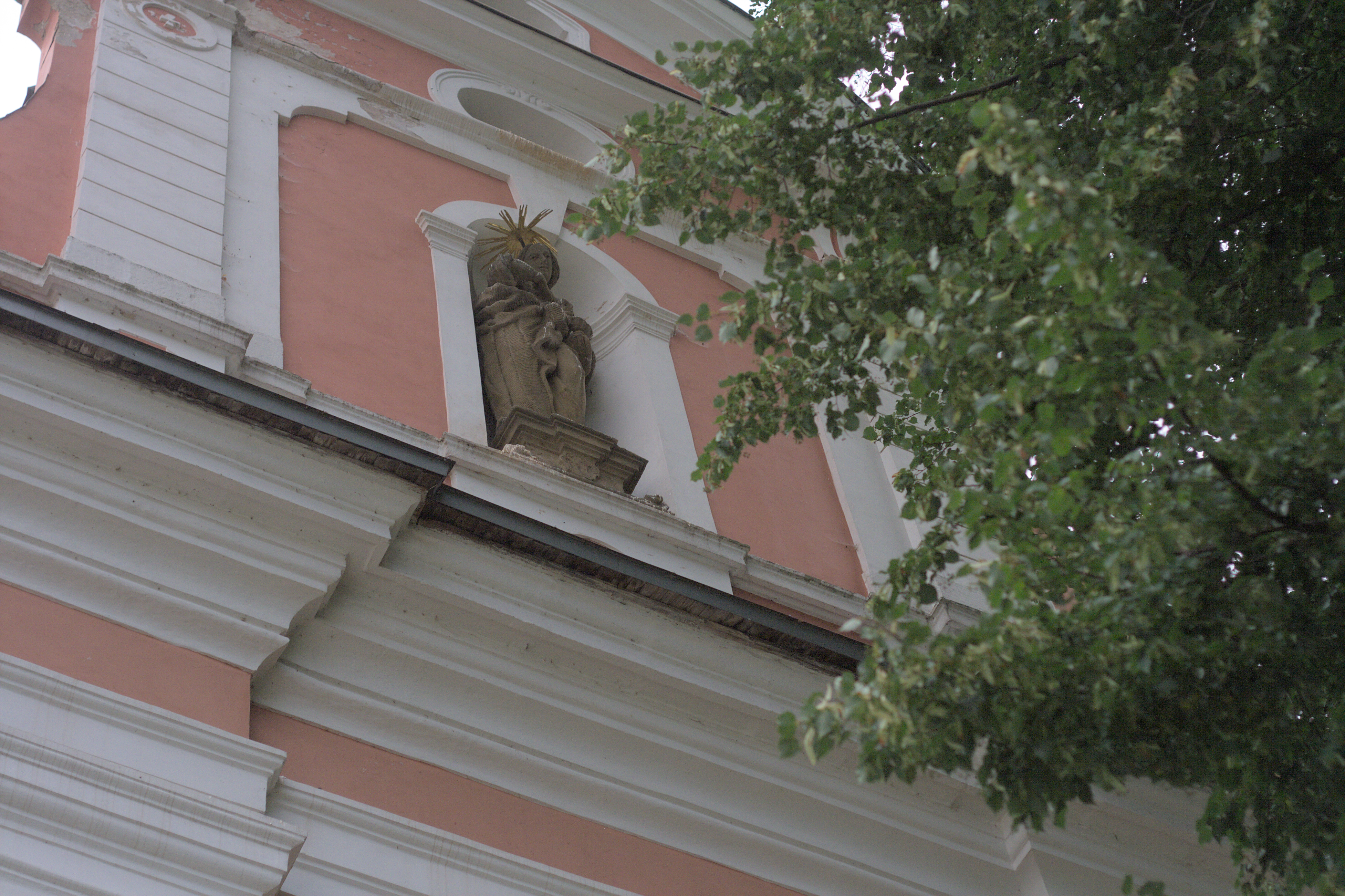
Patronka
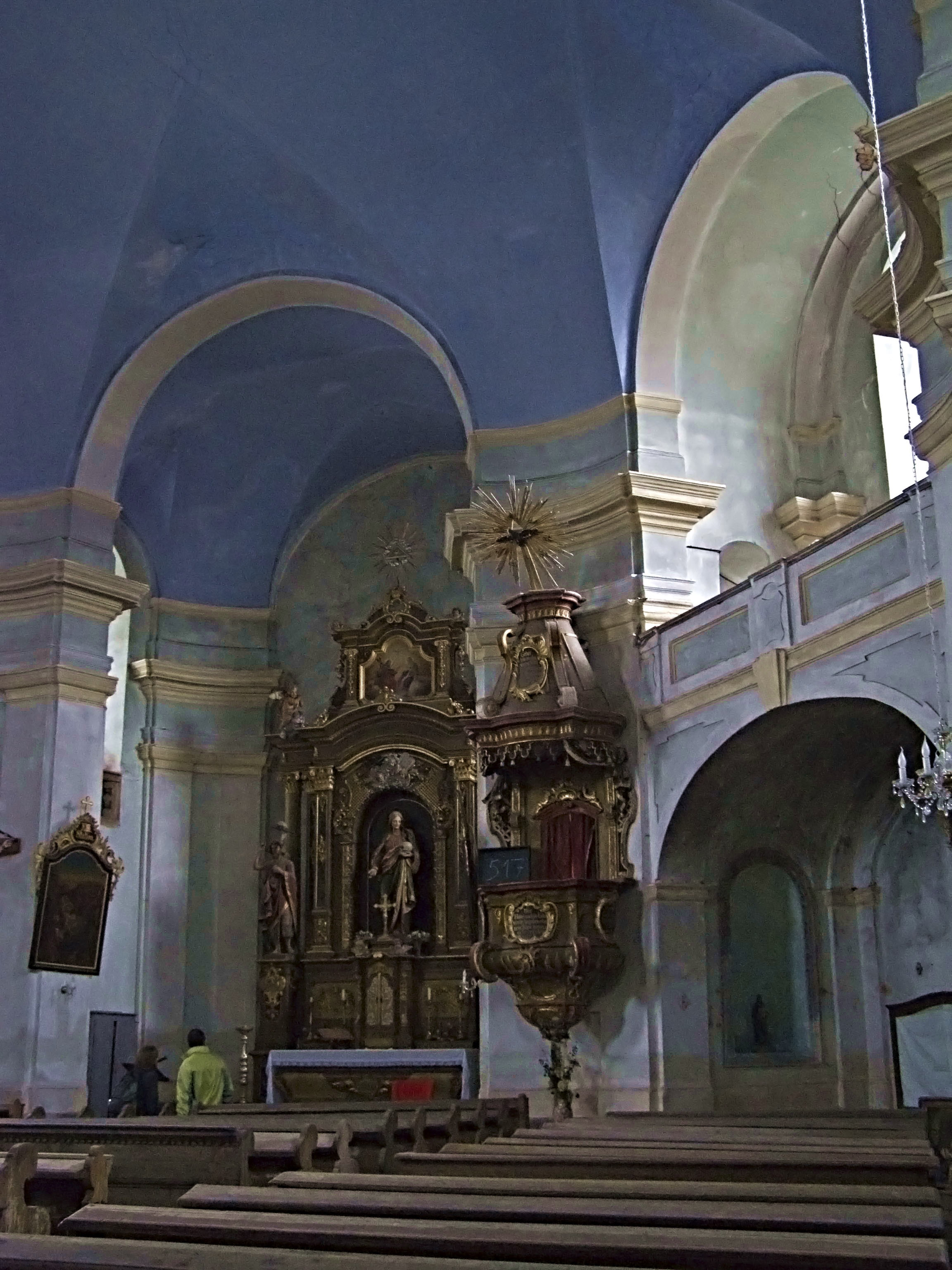
Kazatelna
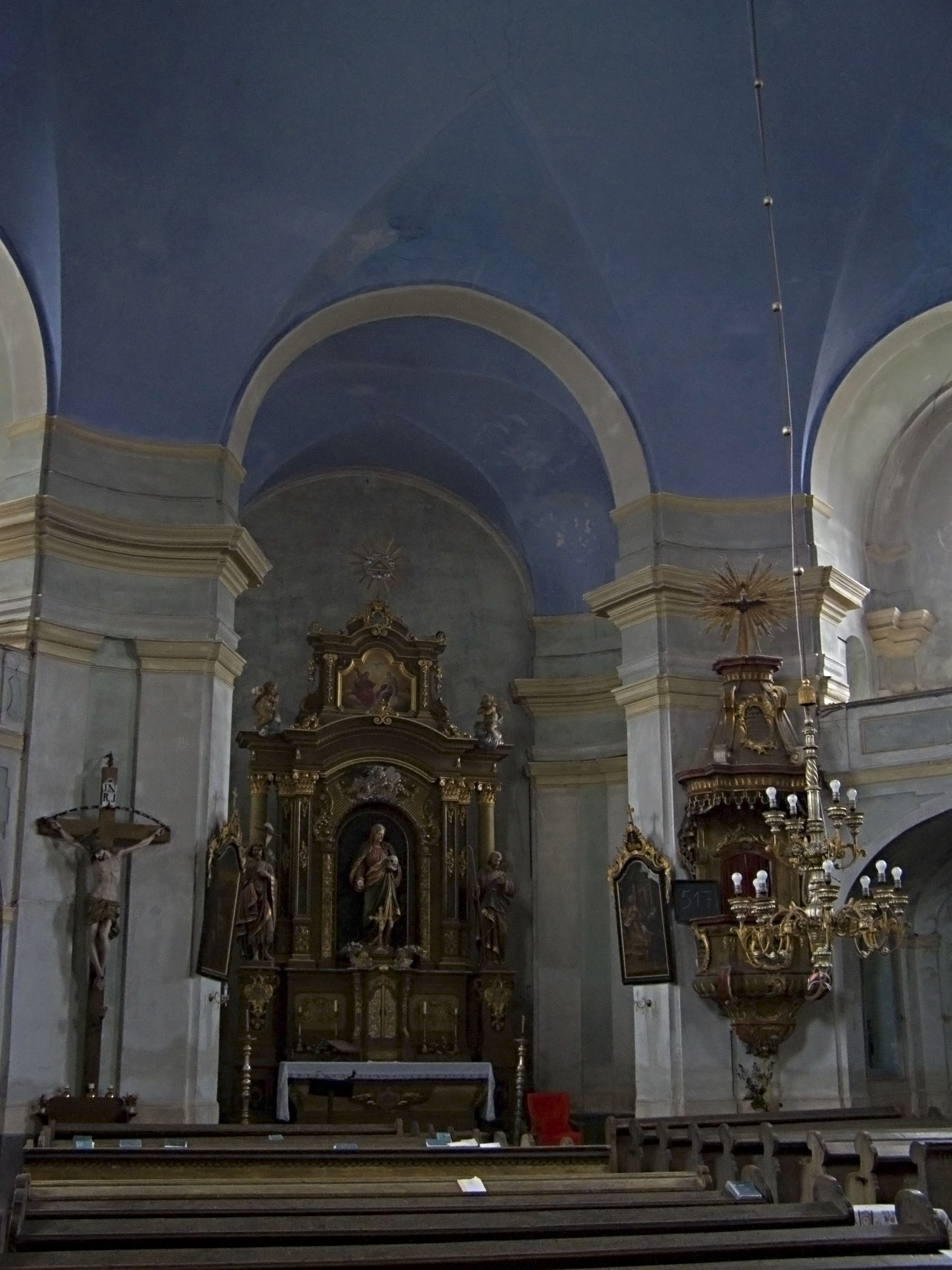
Oltář
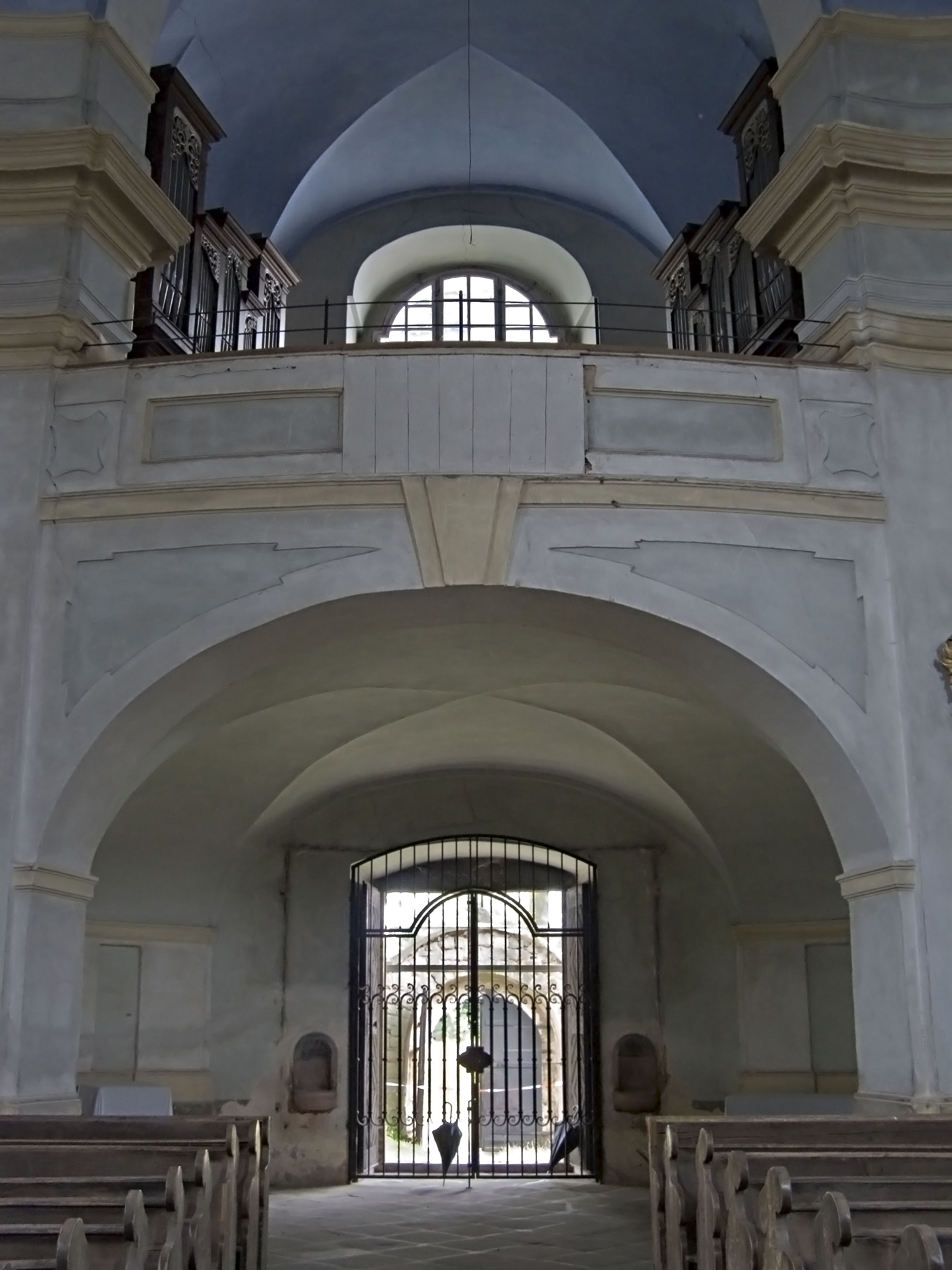
Chór
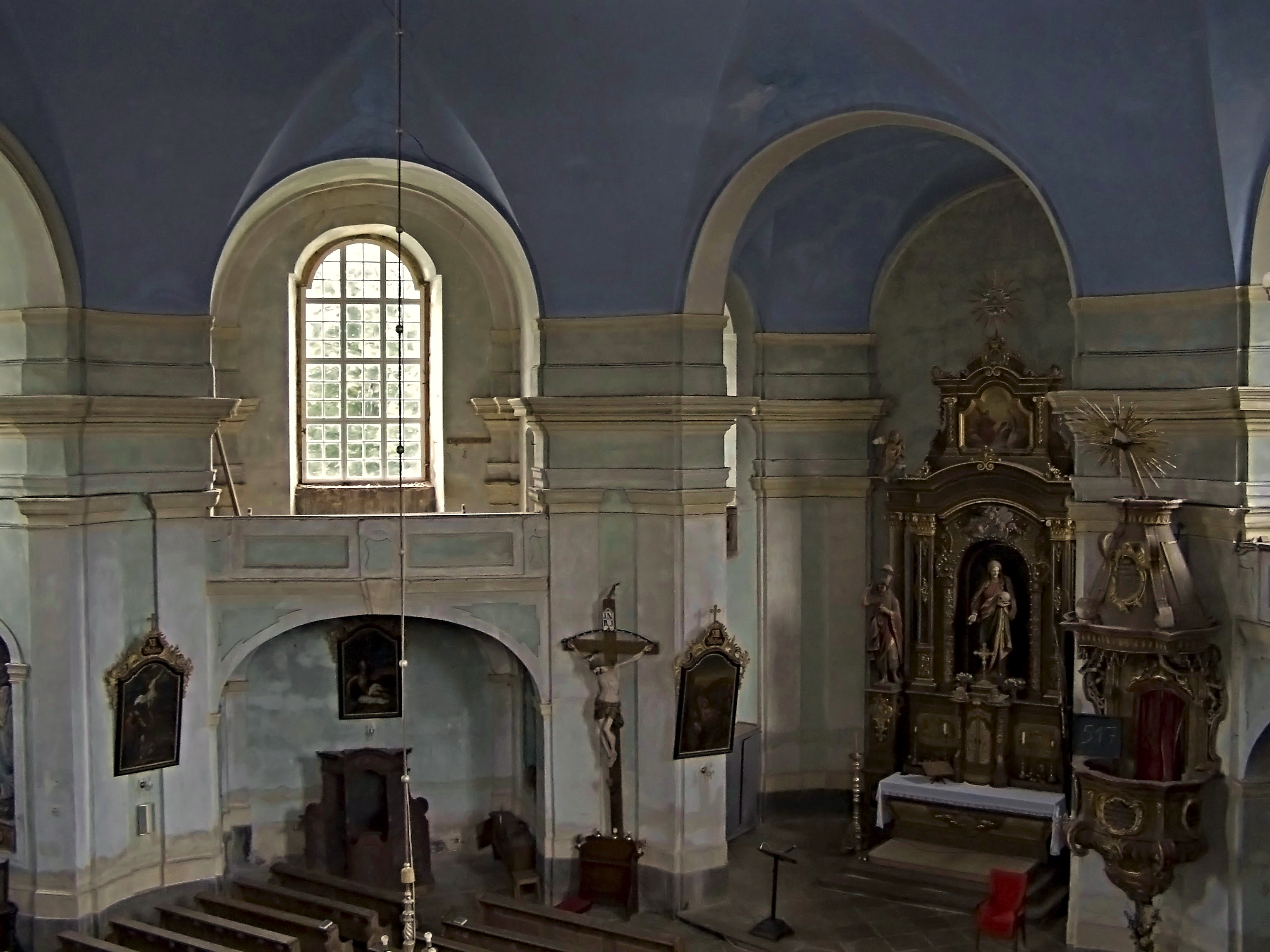
Pohled z chóru
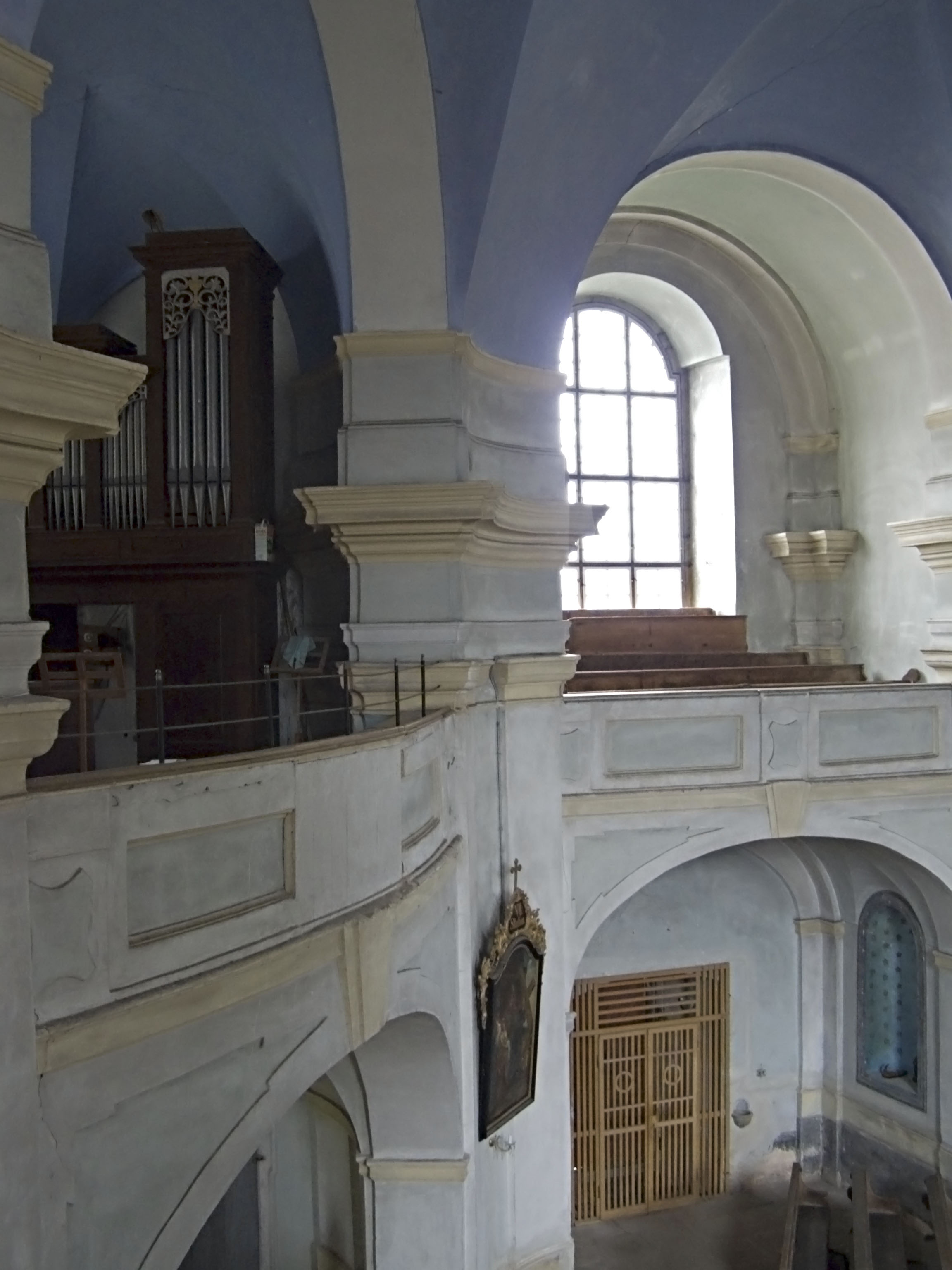
Okno
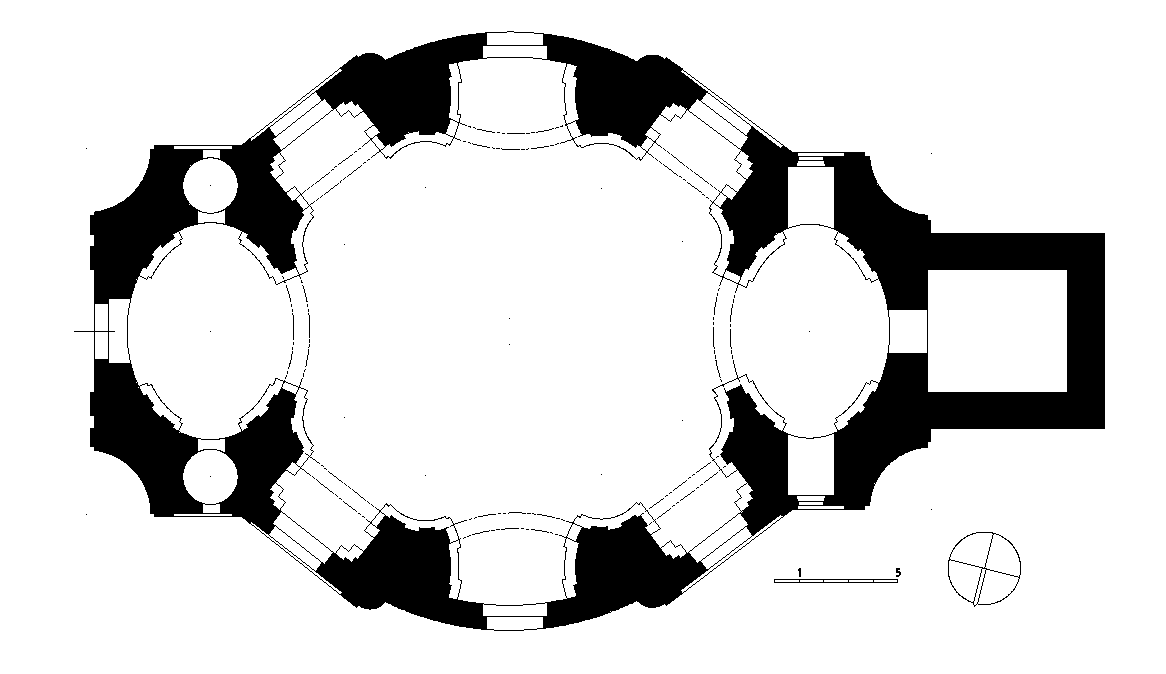
Půdorys